# Piotr Jakub Maria Vitalis
Piotr Jakub Maria Vitalis, fr. Pierre-Jacques-Marie Vitalis (ur. 1759 w Carpentras, zm. 2 września 1792 w Saint-Germain-des-Prés) – francuski błogosławiony Kościoła katolickiego, prezbiter.
Po przyjęciu święceń kapłańskich podjął, w latach 1784 - 1785 działalność duszpasterską jako proboszcz, a później został wikariuszem w Saint-Méry. Dalszą pracę prowadził na terenie diecezji paryskiej. Gdy w rewolucyjnej Francji nasiliło się prześladowanie katolików, uwięziony został w 1792 roku na terenie opactwa Saint-Germain-des-Prés. Zginął z rąk tłumu, który wcześniej wymordował przewożonych z merostwa do opactwa więźniów, w czasie masakr wrześniowych.
W Kościele katolickim wspominany jest w dzienną rocznicę śmierci.
Piotr Jakub Maria Vitalis został beatyfikowany 17 października 1926 wraz z 190 innymi męczennikami francuskimi przez papieża Piusa XI.